# Хигаси
Хигаси (яп. 東村 Хигаси-сон) — село в Японии, находящееся в уезде Кунигами префектуры Окинава. Площадь села составляет 81,79 км², население — 1715 человек (1 августа 2014), плотность населения — 20,97 чел./км².

## Географическое положение
Село расположено на острове Окинава в префектуре Окинава региона Кюсю. С ним граничат город Наго и сёла Кунигами, Огими.

## Население
Население села составляет 1715 человек (1 августа 2014), а плотность — 20,97 чел./км². Изменение численности населения с 1980 по 2005 годы:
| 1980 | 2067 чел. |  |
| 1985 | 2134 чел. |  |
| 1990 | 1891 чел. |  |
| 1995 | 1963 чел. |  |
| 2000 | 1867 чел. |  |
| 2005 | 1825 чел. |  |

## Символика
Цветком села считается рододендрон, птицей — Sapheopipo noguchii.